# 澳亞航空 (2001年)

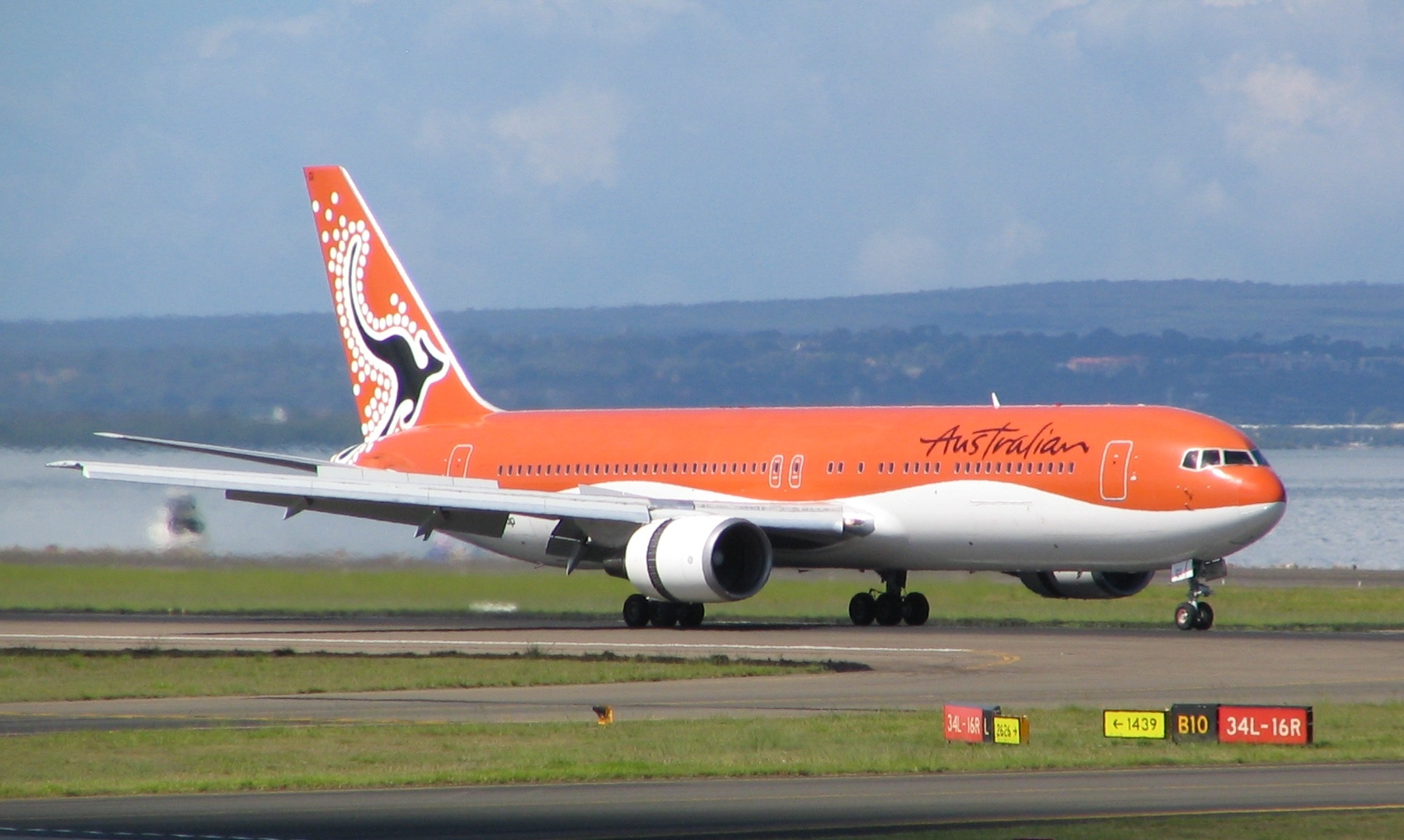
澳亞航空波音767-300ER於雪梨機場

澳亞航空（英語：Australian Airlines）成立於2001年，並於2002年10月開始提供服務，乃一間以澳洲作為基地，經營休閒旅遊航線的廉價航空公司，提供來往亞洲各城市及澳洲的航空服務。澳亞航空由澳洲航空全資擁有，但與澳洲航空分開獨立經營及管理。其基地設於澳洲凱恩斯國際機場，第二樞紐則位於雪梨機場。
澳亞航空於2006年7月起停止營運其帶有澳亞航空色彩的機隊，但繼續以自己的機組人員，以濕租形式替澳洲航空營運航班。澳洲航空以成立了捷星航空取代澳亞航空，繼續提供廉航服務。

## 歷史
澳亞航空成立於2001年，並於2002年10月27日開始提供服務，其名稱是源自在1992年9月被澳航收購的泛澳大利亞航空。起初，澳亞航空專注於提供來往澳洲昆士蘭省和日本的旅遊航線，其後開拓更多東南亞旅遊目的地。2005年，儘管在廉價航空公司的標籤下，仍獲得Skytrax評定為一間4星級航空公司。於2006年，燃油價格不斷上漲和載客量下跌為澳亞航空帶來負面影響。2006年4月11日，澳洲航空為了集中營運兩個品牌——澳洲航空和捷星航空，因此放棄營運澳亞航空，澳洲航空首席執行官Geoff Dixon 宣佈於2006年7月起，澳亞航空將停止營運其帶有澳亞航空色彩的機隊，原本的機隊亦會重新塗上澳洲航空的標誌和色彩。在濕租協議下，澳亞航空將會使用澳洲航空的飛機和人員來營運澳洲航空的路線:11。7月1日，澳亞航空的機隊併入澳洲航空機隊。澳亞航空的飛機很快塗上澳洲航空的塗裝，負責國內航線和橫塔斯曼海航線。飛機仍然由澳亞航空擁有，以履行濕租協議，在此協議下，澳亞航空負責部份日本和菲律賓航班，包括每天兩班往成田國際機場和尼諾伊·阿基諾國際機場。澳亞航空於2007年8月正式終止運作。

## 營運狀況
| 年份 | 載客量 (千人) | RPK (百萬) | ASK (百萬) | 載客率 (%) |
| ---- | ------------- | ---------- | ---------- | ---------- |
| 2003 | 272           | 1,538      | 2,602      | 59.1       |
| 2004 | ▲705          | ▲3,485     | ▲5,148     | ▲67.7      |
| 2005 | ▲812          | ▲3,906     | ▲5,646     | ▲69.2      |
| 2006 | ▼705          | ▼3,553     | ▼5,257     | ▼67.6      |

## 航線
澳亞航空營運定期航班往以下目的地（至2006年6月）：
- 澳洲
  - 凯恩斯（凱恩斯國際機場，基地）
  - 達爾文（達爾文國際機場）
  - 黃金海岸（黃金海岸機場）
  - 墨爾本（墨爾本機場）
  - 珀斯（珀斯機場）
  - 悉尼（悉尼機場，第二樞紐）
- 香港
  - 香港（香港國際機場）
- 印尼
  - 登巴薩，峇里島（伍拉·賴國際機場）
- 日本
  - 福岡（福岡機場）
  - 名古屋（中部國際機場）
  - 大阪（關西國際機場）
  - 札幌（新千歲機場）
- 新加坡
  - 新加坡（新加坡樟宜機場）
- 中華民國（臺灣）
  - 台北（台北桃園機場）[Note 1]

Note 1 停止營運前就先取消臺灣航線

## 機隊
至2006年4月，澳亞航空擁有5架波音767-338ER客機。

## 外部連結
- 澳亞航空官方網頁（英文）
- 澳亞航空機隊詳細資料（英文）[永久]
- 澳亞航空乘客意見（英文） （页面存档备份，存于）